# 绝望男子与中国娘
《绝望男子与中国娘》（日语：絶望男子と中国娘）是由日本漫画家理央创作的漫画作品。

## 创作背景
该作品是作者理央的首个商业连载漫画，最初于pixiv网站上以《交流障碍男子与中国娘（日语：コミュ障男子と中国娘）》的标题进行黑白连载。因反响较好，该作品后来转移到了杂志进行连载，并转为彩色漫画，同时标题也改为现在的《绝望男子与中国娘》。

## 故事介绍
本作品讲述了一位没有恋人、朋友，且无法正常与他人交流的日本男子根子太郎的故事。有着交流障碍的他，每天的唯一消遣就是在夜深之时，只身一人前往便利店。然而，在某天晚上，他遇到了一位说着中文的神秘女孩阎龙龙，故事也就由此展开。作品中，根子太郎逐渐被阎龙龙的可爱所着迷，两人的交流也越来越多，在根子太郎遇到困难时，阎龙龙也会给予鼓励，逐步帮助他开口说话。

## 登场人物
根子太郎
本作的男主人公，15岁，高中一年级学生。有着严重的交流障碍，同时也是一位宅男。
阎龙龙
本作的女主人公，15岁，中国人。有着天然呆属性的她，在本作品的开始，与根子太郎偶然相遇并成为朋友。
根子太久郎
根子太郎的雙胞胎弟弟，15岁，高中一年级学生。也是一位宅男，有着很好的人缘。
飞龙
阎龙龙的父亲。
天龙
阎龙龙的亲哥哥。

## 漫画
| 冊數 | 秋田书店     | 秋田书店               |
| 冊數 | 发售日期     | ISBN                   |
| ---- | ------------ | ---------------------- |
| 1    | 2015年4月8日 | ISBN 978-4-253-13094-3 |